# Punta Cana
Punta Cana je přístavní město a přímořské letovisko, patřící do municipality Higüey, v provincii La Altagracia, nejvýchodněji položené provincii Dominikánské republiky. Jde o významnou turistickou destinaci, v oblasti se nacházejí pláže a plážová lázeňská rekreační centra, která jsou otevřená jak ke Karibskému moři, tak k Atlantskému oceánu. Podnebí je horké a vlhké, zejména koncem léta a na podzim, kdy jsou severní tropické oblasti vystaveny nejsilnějšímu přímému slunci.

## Historie

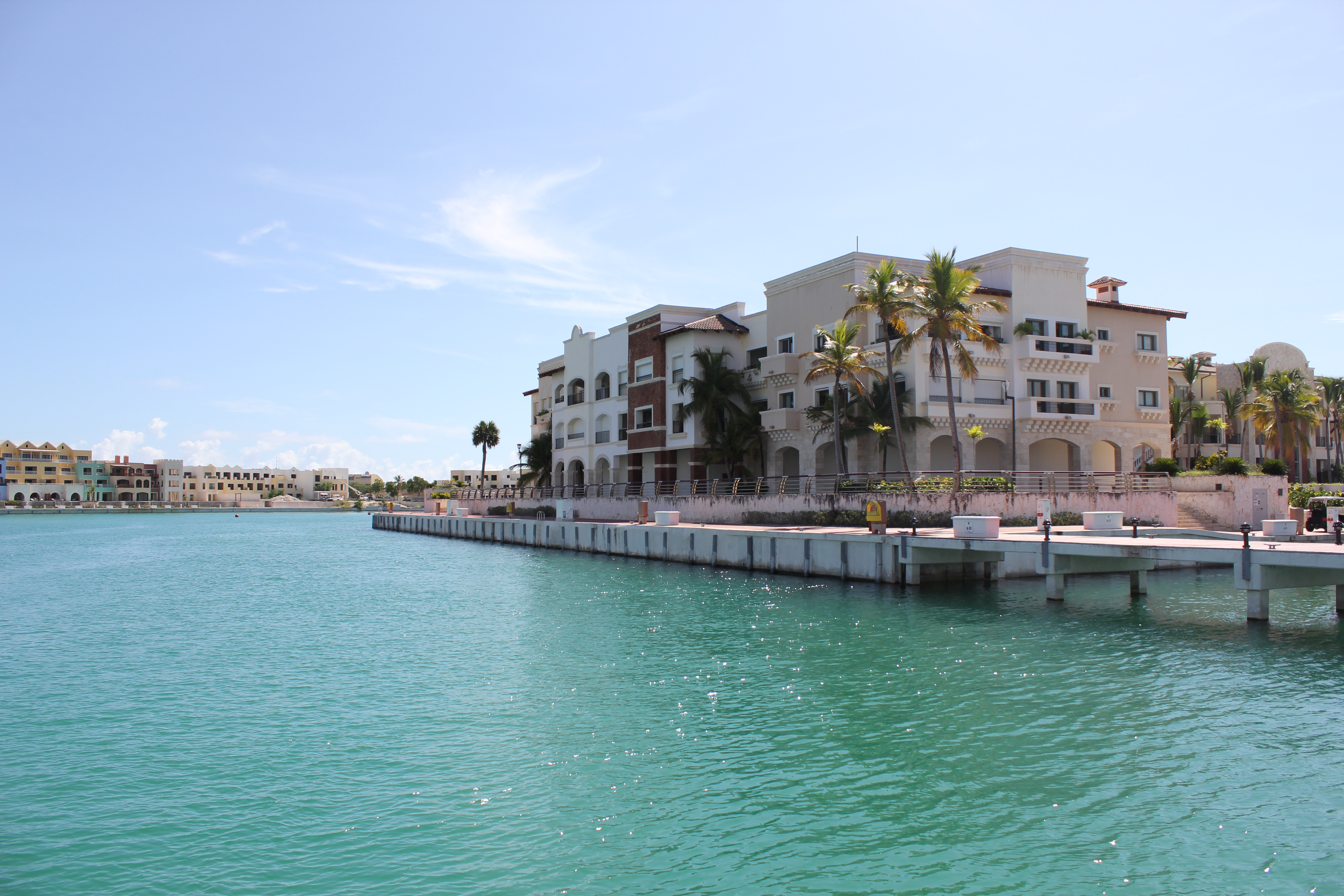
Mys s přístavem Cana Marina

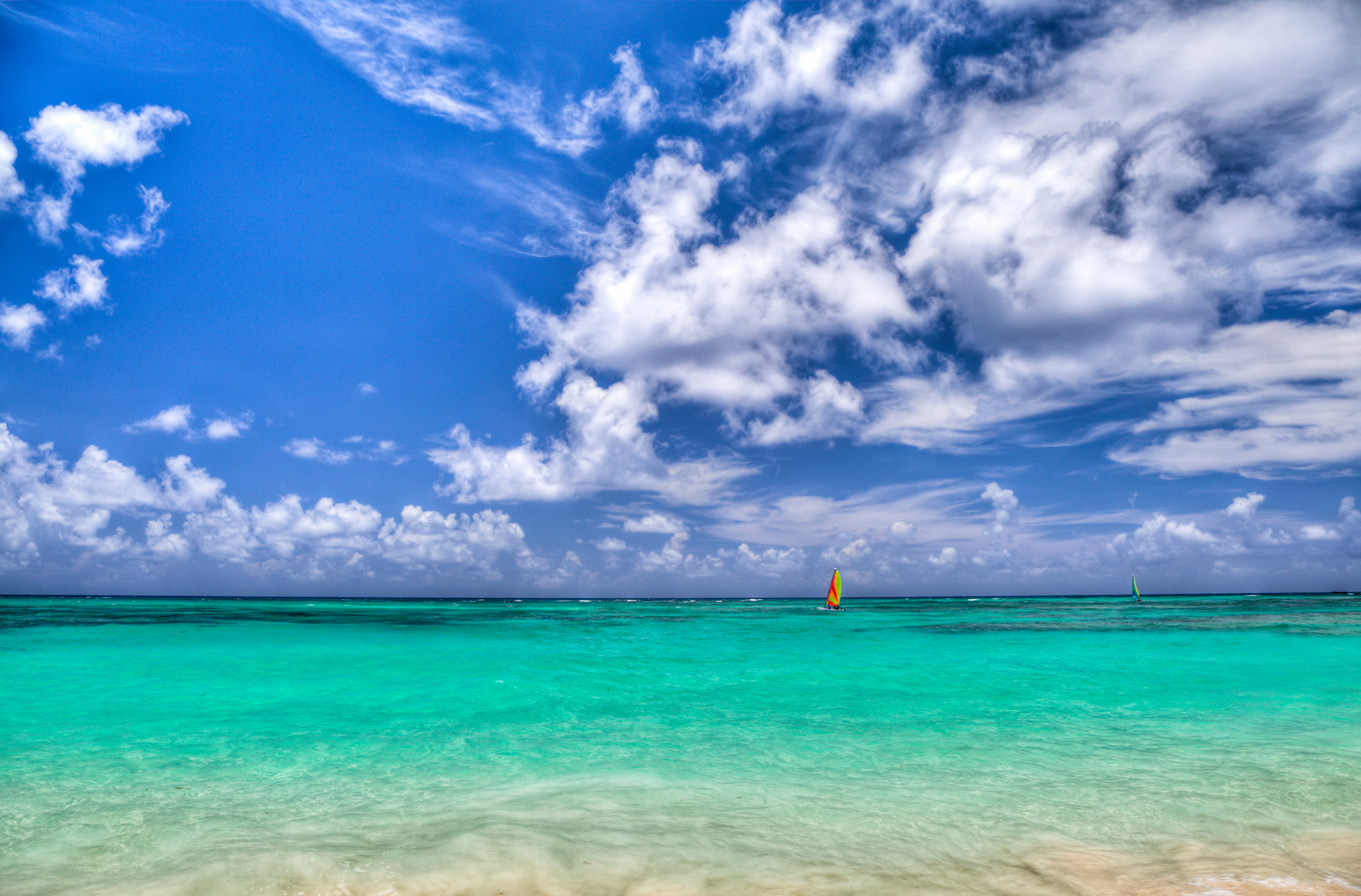
Pláž v Punta Cana

Původně malý přístav s vesnicí ve východním cípu ostrova začali v druhém období vlády dominikánského prezidenta Joaquína Balaguera od konce 60. let 20. století američtí podnikatelé proměňovat v letovisko. V čele stál (a je dosud) Dominikánec italského původu Frank Rainieri (* 1945), dále to byli Julio Iglesias, Oscar de la Renta a již zemřelý Theodore W. Kheel. Ti utvořili akciovou společnost Grupo Puntacana, S.A. Vybudovali postupně infrastrukturu města a podél pobřeží síť hotelů a turistických rezidencí Punta Cana Village. Roku 1984 přibylo také mezinárodní letiště, které v současnosti přepraví ročně kolem 4 milionů cestujících, jimiž jsou převážně rekreanti. Punta Cana je jedním z nejvýznamnějších letovisek Karibiku.

## Popis
Oblast Punta Cana má více než 100 tisíc obyvatel, s ročním přírůstkem kolem 11 % v roce 2011. Na severu sousedí s vesnicí a pláží Cabeza de Toro a plážemi Bávaro a El Cortecito. Nejbližším městem je Higüey, historické město s 500letou historií, vzdálené 45 km, neboli asi hodinu jízdy autem. V oblasti se nachází více než 50 velkých hotelových resortů, až na výjimky vlastněných evropskými majiteli, zejména španělskými hotelovými řetězci.

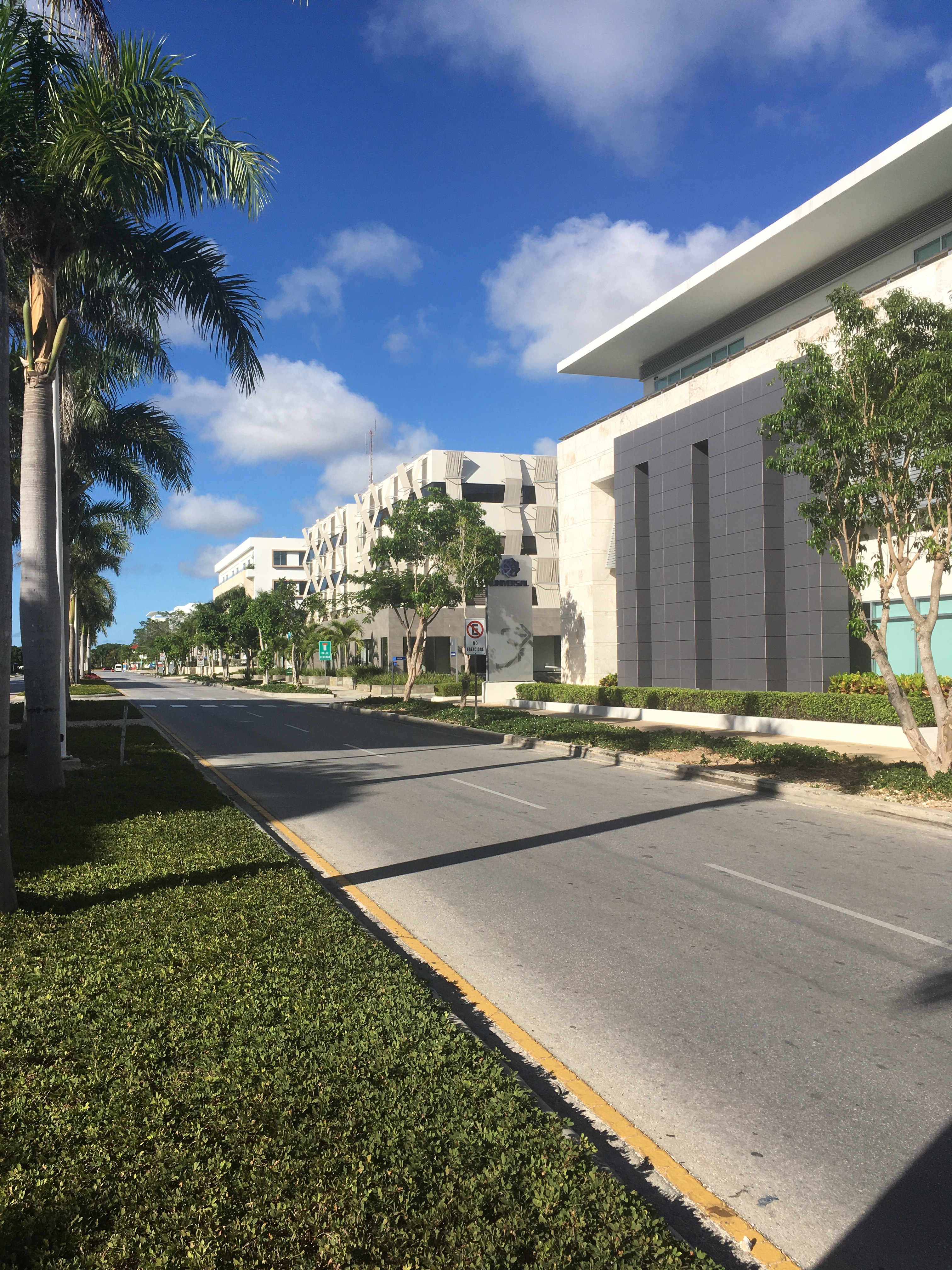
Bulvár v Punta Cana Village

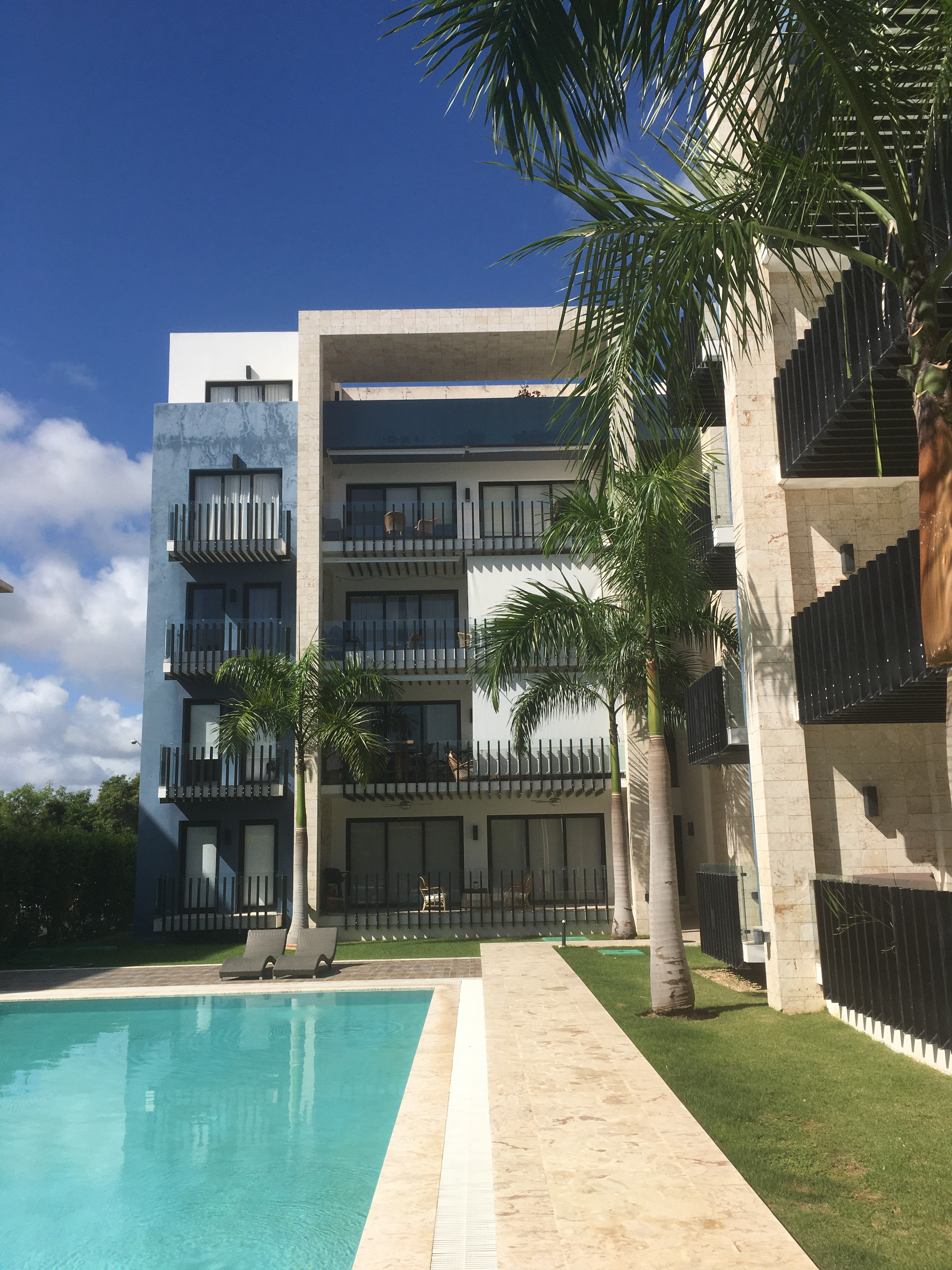
Typický dům v Punta Cana Village

Pobřeží provincie La Altagracia je dlouhé přes 100 km a většinu času zde převládá mírně větrné počasí. Pobřežní vody jsou převážně mělké, lákající ke koupání bez nebezpečí. Hlavními plážemi jsou Uvero Alto, Macao, Arena Gorda, Lavacama, Bávaro, El Cortecito, Las Corales, Cabeza de Toro, Cabo Engaño, Punta Cana a Juanillo.
Bávaro je oblast od Cabeza de Toro po pláž Macao. Jak pokračovala výstavba hotelů podél východního pobřeží, Bávaro se stalo střediskem služeb s obchodními středisky, restauracemi rychlého občerstvení, lékárnami, luxusními restauracemi, bankami, klinikami, dílnami, supermarkety a školami. Větším městem v oblasti je Veron, již rozlehlejší než Higüey, spontánně rostoucí chudší městská zástavba podél původní silnice od západu. Bydlí v něm většina místních zaměstnanců hotelů. Je v něm, kromě benzínek v Bávaru, jediná benzínová stanice v okolí, další je až 48 km západně v Higüey na křižovatce Fruisa.

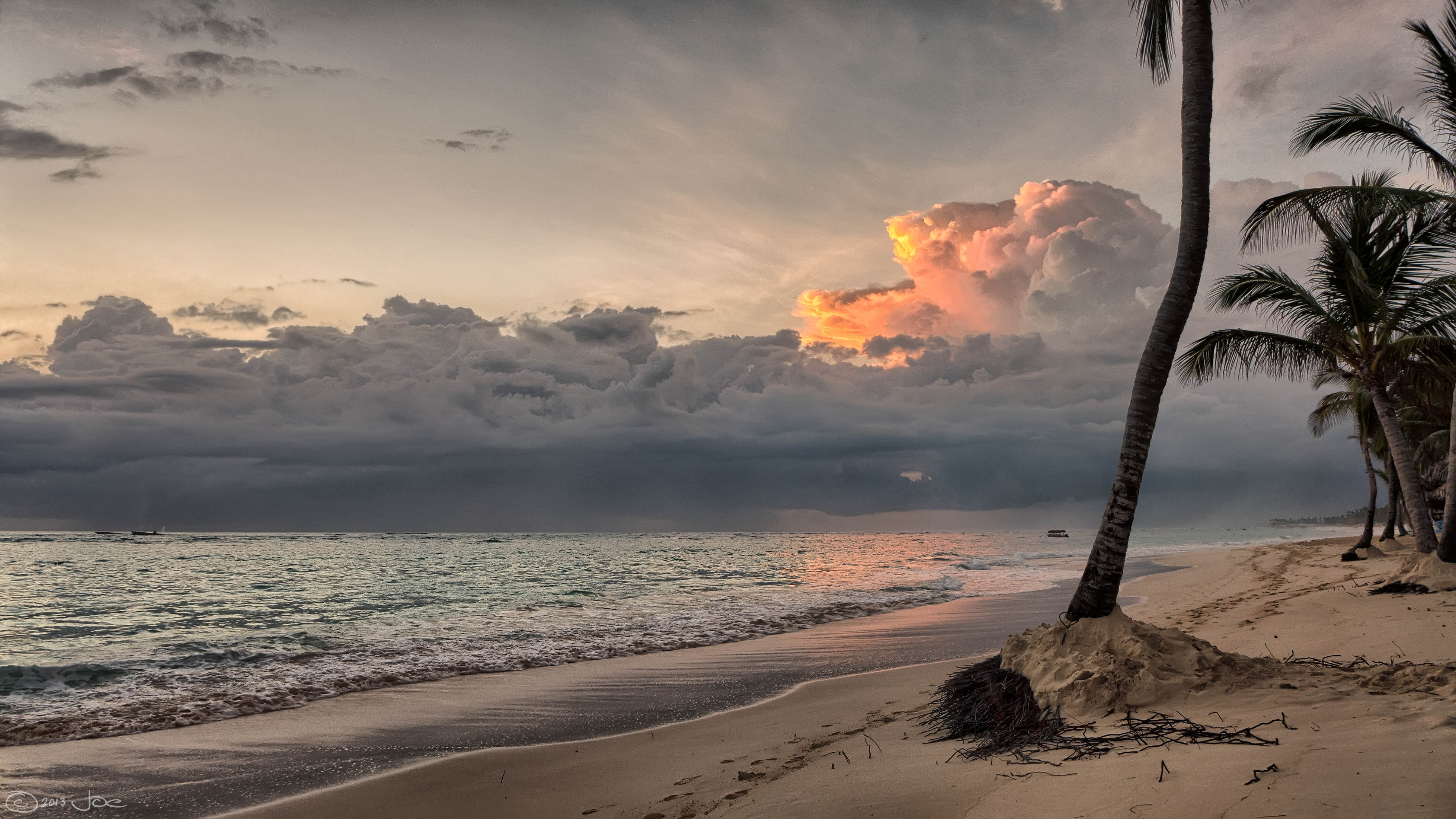
Východ slunce nad Punta Cana

Výstavba v oblasti je plánovitá, luxusnější a převážně určená pro turisty, zahrnuje areály Punta Cana Village a Cap Cana. Punta Cana Village začala vyrůstat v roce 1969, kdy developerská organizace zakoupila pozemky. Nyní má již přes 15 000 obyvatel. Její hlavní ulice, Boulevard Primero de Noviembre (bulvár 1. listopadu), je lemována nízkými kancelářskými budovami. Z hlavní ulice na obě strany odbočují ulice do uzavřených komunit (gated communities). Na východ stojí rodinné domky, na západ spíše nízké činžáky. Poblíž letiště se nachází obchodní oblast, za činžáky je obchodní středisko a několik menších obchodů. Veřejná pláž, Playa Blance, je z Village dostupná shuttle busem. Na jih od Punta Cana Village přibyla luxusní čtvrť Cap Cana.

## Turistické atrakce
- Manatee Park – mořský bazén pro plavání návštěvníků s delfíny
- Marinarium – mořský bazén, nabízí půldenní plavání se žraloky a rejnoky, také šnorchlování
- Westin Resort: sportovní areál na pobřeží se stadionem, tenisovými kurty a golfovým hřištěm
- Isla Saona – ostrov: přírodní rezervace

## Partnerská města
- Encarnación, Paraguay (2015)
- Cartagena de Indias, Kolumbie (2019)
- Tulum, Mexiko (2022)